# Cratere Sarh
Sarh  è un cratere sulla superficie di Marte.